# 安福俱乐部
安福俱乐部，又稱安福派，中華民國初年政治组织，成立于1918年3月8日，源于“中和俱乐部”，因俱乐部场所设在北京安福胡同，故名安福俱乐部，成员称为安福党人。由皖系军阀段祺瑞的親信徐樹錚所籌劃組織，皖系外交官曾宗鑒亦有參與。该俱乐部操纵了第二届国会议员选举，故该届国会称为安福国会。1920年7月爆发直皖战争，直系取胜之后控制北京，段祺瑞辞职，8月，安福国会解散，安福俱乐部也随之消散。
安福俱乐部的前身「中和俱樂部」成立于1917年3月27日，由靳雲鵬、李國筠等联合合平社、澄社、憲政會、新民社、衡社、靜廬、正社、友仁社、憲法協議會、哲園等十一个政團組織所组成。
1918年3月7日晚，王揖唐、王印川、刘恩格、黄云鹏、田应璜、解树强、江绍杰等人在宣武门内安福胡同梁式堂的住宅开会，成立了安福俱乐部，并决定3月8日为正式成立日。安福俱乐部下设有干事部（主任王揖唐）、评议会（主任田应璜）、政务研究会（主任李盛铎）。干事部下分文牍、交际、会计、庶务、游艺五课，课下复设股。至于为什么叫“安福俱乐部”，吴虬所著《北洋派之起源及其崩溃》认为是一名湖北籍的记者所起——

...某日夜半，集同志十余人商改通讯地点，如不易地，函电往来务须不用“梁宅”二字，另立某俱乐部名义，为将来组党预备。有主俱乐部上冠共和二字者，有主用民宪或民主者，众议纷纭，移时未决。适《新民国报》记者鄂人郑某至，笑谓徐树铮曰：“如此小时，何必咬文嚼字，既是俱乐部，不是‘党名’，何必用含有政治意义的字样，此宅（即梁宅）在安福胡同，就用‘安福’二字，岂不便当乎？”在座诸人，全体一笑而决，次日即以纸书“安福俱乐部”五字贴于门首，并电知各省干事，以后函电，迳寄“北京西单牌楼安福胡同‘安福俱乐部’”，从此安福之名遍传各省。以后国人指称段祺瑞及一切是是非非，皆习称安福，或安福派安福系等語。东文报纸附会其说，谓安福云者，即因段派干部，系“安徽福建”人居多，实则当日事实，系以胡同之名，便于通信记忆，并无其他意义。...
安福俱乐部实际上是一个议会政党，制度完密，凡重大议案须经该会议决，才能作为安福俱乐部的议案。凡安福系议员，须在国会参众两院内保持一致主张。之所以用俱乐部的名义而不用政党名义，是因为袁世凯解散国民党后，政党为人所忌。